# Manziana
Manziana là một đô thị ở tỉnh Roma trong vùng Latium thuộc Ý, có cự ly khoảng 40 km về phía tây bắc của Roma. Tại thời điểm ngày 31 tháng 12 năm 2004, đô thị này có dân số 6.148 người và diện tích là 23,8 km².
Đô thị Manziana có các frazione (đơn vị cấp dưới) Quadroni.
Manziana giáp các đô thị: Bracciano, Canale Monterano, Oriolo Romano, Tolfa.